# Diario di un vecchio pazzo
Diario di un vecchio pazzo è un romanzo scritto dal Jun'ichirō Tanizaki nel 1961. È l'ultima opera dell'autore giapponese e contiene numerosi elementi autobiografici..

## Trama
Il romanzo è scritto quasi per intero in forma di diario e riporta la descrizione della vita del signor Tokusuke, un anziano e benestante giapponese, tra il 16 giugno e il 18 novembre 1960. Vengono quindi riportate le note redatte dalla sua figlia maggiore, Itsuko Shiroyama, dal medico curante dottor Katsumi e dalla signora Sasaki, l'infermiera che ha in cura il signor Tokusuke. Le note risalgono ai mesi successivi rispetto alla fine del diario, un periodo nel quale il signor Tokusuke non era più in grado di scrivere autonomamente a causa di una serie di ictus.
Il diario, oltre che da dettagliate descrizioni delle cure e degli esami medici a cui l'anziano è sottoposto, è dominato dalla passione che questo prova per la propria giovane nuora.
La donna, oltre che per l'avvenenza, colpisce Tokusuke anche per i costumi spregiudicati (ha infatti l'amante, assiste a incontri di boxe e guida l'automobile) e per il modo di vestire all'occidentale, in forte contrasto con le altre componenti della famiglia.
L'attrazione sessuale verso Satsuko è connotata da forti elementi di feticismo, tanto che i piedi della donna diventano l'oggetto di desiderio prevalente dell'anziano e ormai impotente suocero.

## Personaggi
- Tokusuke Utsugi, l'autore del diario;
- Satsuko Utsugi, sua nuora;
- Jokichi Utsugi, suo figlio, marito di Satsuko;
- Itsuko Shiroyama, figlia maggiore del protagonista, vedova;
- Haruhisa, amante di Satsuko;
- Sasaki, infermiera;
- Katsumi, medico.

## Nella cultura di massa
Al romanzo è in parte ispirato il film La contessa bianca, diretto nel 2006 da James Ivory.

## Edizioni
- Jun'ichirō Tanizaki, Diario di un vecchio pazzo, traduzione di Atsuko Ricca Suga, Milano, Bompiani, 1984.